# Cove Run (Virginia Occidental)
Cove Run es un área no incorporada ubicada dentro del Distrito Norte, una división civil menor del condado de Barbour (Virginia Occidental), Estados Unidos. Está catalogada como un asentamiento humano por la Junta de Nombres Geográficos de los Estados Unidos.

## Identificador
El número de identificación asignado por el Sistema de Información de Nombres Geográficos es 1697039.

## Geografía
Se encuentra a una altitud de 383 metros sobre el nivel del mar (1257 pies) según el conjunto de datos de elevación nacional.